# Liste der Gymnasien in Ostpreußen

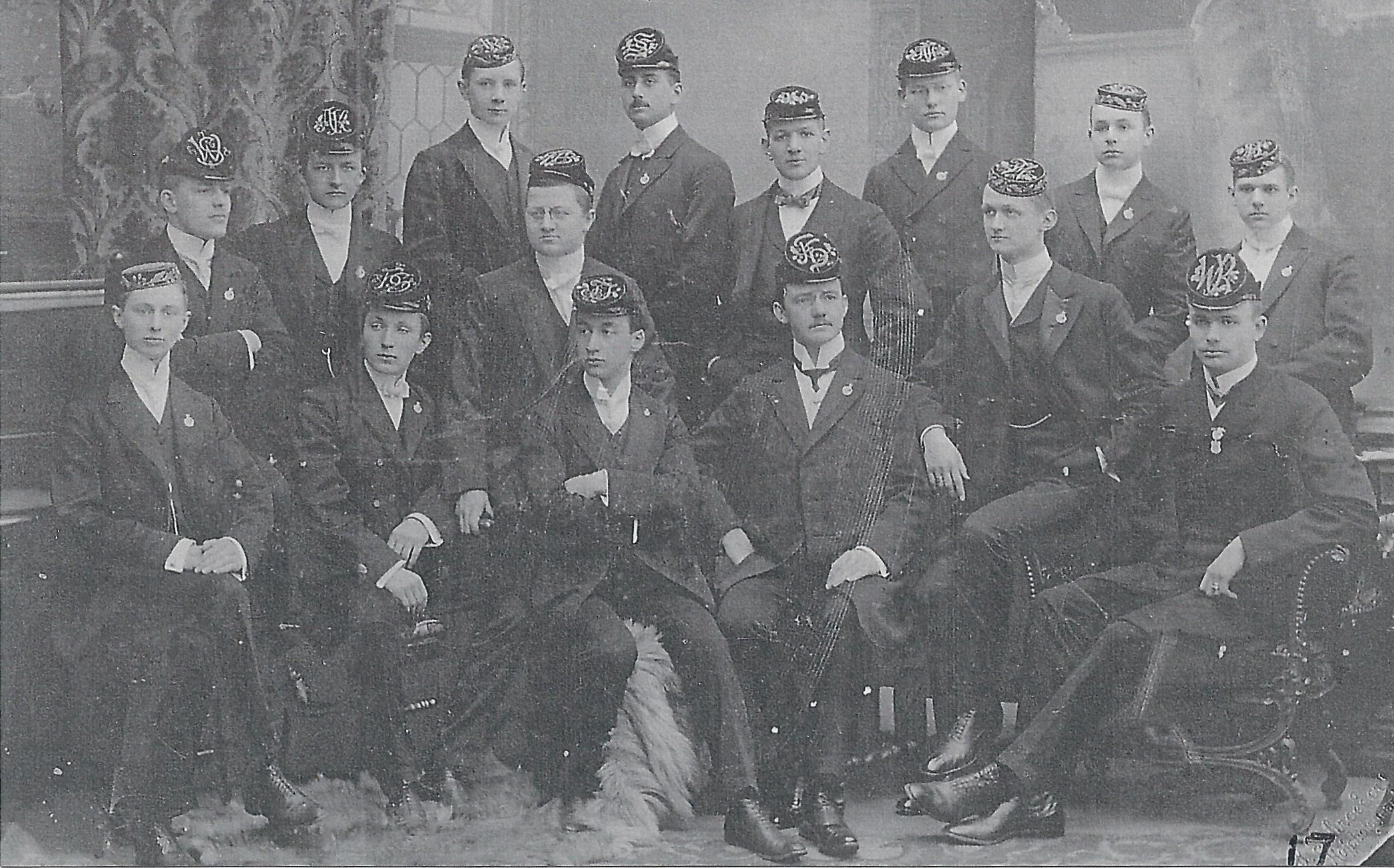
Königsberger Abiturienten mit Albertusnadeln und Initialen auf den Mützen (1908)

Die Liste der Gymnasien in Ostpreußen zeigt, dass das agrarische Ostpreußen trotz seiner sehr niedrigen Bevölkerungsdichte viele Gymnasien hatte. Um 1800 hatten in Ostpreußen 66 Anstalten das Recht, Absolventen zur Universität zu schicken, 1913 nur noch 13. Die Provinzialhauptstadt Königsberg war das geistige Zentrum des alten Preußens.

## Fürstenschulen
Im Herzogtum Preußen wurden durch Verfügung vom 16. Februar 1599 die Particularschulen in Lyck, Tilsit und Saalfeld zur Fürstenschule erhoben, zur schola illustris apud Liccenses – Tilsit für Litauen, Saalfeld für das deutsche Gebiet der Ordenslande und Lyck für Masuren. Sie wurden zugleich der Oberaufsicht der Philosophischen Fakultät der Albertus-Universität Königsberg unterstellt.

## Übersicht
| Stadt                   | Name                                                                                | Gründung                                          | Anmerkungen |
| ----------------------- | ----------------------------------------------------------------------------------- | ------------------------------------------------- | --- |
| Allenstein              | Humanistisches Gymnasium                                                            | 1877                                              | Erste nichtkonfessionelle Schule Allensteins, Patenschaft: Schiller-Gymnasium Offenburg |
| Bartenstein             | Königliches Gymnasium                                                               | 1872                                              | 1377 Kirchenschule, später Lateinschule, 1831 Höhere Töchterschule |
| Braunsberg              | Königliches katholisches Gymnasium und Lyceum Hosianum                              | 1811                                              | Als „akademisches Gymnasium“, an dem vor allem angehende katholische Priester Alte Sprachen, Philosophie und Theologie studierten, bestand es bereits seit 1565. 1811 wurde es als ein allen jungen Männern offen stehendes Gymnasium im Sinne der gerade damals wirksam werdenden Leitlinien Wilhelm von Humboldts reorganisiert. 1912 wurde es in die Staatliche Akademie Braunsberg umgewandelt. |
| Friedland in Ostpreußen | Gymnasium                                                                           |                                                   | „Aufbauschule“ ab 7. Klasse bis Abitur |
| Goldap                  | 1929: Kantschule, 1937: Oberschule für Jungen                                       | 1613 Lateinische Schule                           | im 19. Jahrhundert: gehobene Knabenschule, 1891: Höhere Knabenschule, 1894 städtisch, 1904 Real-Reformprogymnasium, 1908 königliches Realgymnasium |
| Goldap                  | 1920: Mädchen-Oberschule, 1926: Städtisches Lyzeum, 1937: Freiherr-vom-Stein-Schule | im 19. Jahrhundert: höhere Mädchenschule (privat) | 1920 von der Stadt übernommen |
| Gumbinnen               | Friedrichsschule                                                                    | 14. November 1760                                 | Seit 1958 Patenschaft zum Ratsgymnasium Bielefeld |
| Heilsberg               | Staatliches Gymnasium für Jungen                                                    | 1912                                              | |
| Heydekrug               | Herder-Gymnasium (Oberschule für Jungen)                                            | 1918                                              | seit 1993 wieder Kreisgymnasium |
| Hohenstein              | Ordensburg Hohenstein                                                               | 1845 Progymnasium, 1857 Gymnasium                 | |
| Insterburg              | Hindenburg-Schule (Gymnasium und Realschule)                                        | 1860                                              | |
| Königsberg i. Pr.       | Kneiphöfisches Gymnasium                                                            | 1304                                              | Domschule, 1528 städtisch, 1534 evangelische Gelehrtenschule |
| Königsberg              | Altstädtisches Gymnasium                                                            | 1525 Lateinschule                                 | 1811 neuhumanistisches Gymnasium |
| Königsberg              | Burgschule                                                                          | 1664                                              | Reformierte lateinische Parochialschule |
| Königsberg              | Collegium Fridericianum                                                             | 1698                                              | 1810 erstes Königliches Gymnasium Preußens. Patenschaft: Landfermann-Gymnasium in Duisburg |
| Königsberg              | Königin-Luise-Schule                                                                | 1811                                              | als private Töchterschule gegründet |
| Königsberg              | Königliches Wilhelmsgymnasium                                                       | 1874                                              | |
| Königsberg              | Löbenichtsches Realgymnasium                                                        | 1882                                              | 1441 Stadtpfarrschule, 1811 städtisch, 1859 Neubau Realschule, 1865 Oberrealschule. Patenschaft: Steinbart-Gymnasium in Duisburg |
| Königsberg              | Königliches Hufengymnasium                                                          | 1905                                              | 1958 Bauschule |
| Lötzen                  | Königliches Gymnasium                                                               | 1879                                              | Zunächst Progymnasium, vor 1904 umgewandelt in Gymnasium. Heute Marion-Dönhoff-Gymnasium |
| Lyck                    | Königliches Gymnasium                                                               | 1813                                              | 1587 Provinzialschule, 1599 Fürstenschule, 1913 Reformgymnasium, 1924 Humanistisches Gymnasium, 1931 Oberrealschule, 1937 Oberschule. Heute mehrere Gymnasien. |
| Memel                   | Luisengymnasium                                                                     | 1860                                              | |
| Neidenburg              | Städtisches Realgymnasium                                                           | 1862                                              | 1525 Lateinschule (dazu 1579 Mädchenschule) |
| Ortelsburg              | Hindenburg-Gymnasium                                                                | 20. Nov. 1924                                     | Realprogymnasium 1. April 1913 |
| Osterode in Ostpreußen  | Kaiser-Wilhelm-Gymnasium                                                            | 1893                                              | |
| Rastenburg              | Herzog-Albrechts-Schule                                                             | 1546                                              | Herzog-Albrechts-Schule seit 1905 |
| Rößel                   | Vollgymnasium                                                                       |                                                   | |
| Saalfeld                | Provinzial- und Landesschule                                                        | 1587                                              | Fürstenschule |
| Schloßberg              | Friedrich-Wilhelm-Oberschule                                                        | 1911                                              | aus einer Privatschule von 1897 hervorgegangen |
| Tilsit                  | Königliche Litthauische Provinzialschule                                            | 1586                                              | Provinzialschule der Lande Preußen |
| Tilsit                  | Tilsiter Realgymnasium                                                              | 1839                                              | |
| Wehlau                  | Deutsch-Ordensschule                                                                |                                                   | 1537 (Lateinschule) |